# Серрита
Серрита (порт. Serrita) — муниципалитет в Бразилии, входит в штат Пернамбуку. Составная часть мезорегиона Сертан штата Пернамбуку. Входит в экономико-статистический микрорегион Салгейру. Население составляет 17 848 человек на 2000 год. Занимает площадь 1604 км². Плотность населения — 11 чел./км².
Праздник города — 11 сентября.

## История
Город основан в 1892 году.

## Статистика
- Валовой внутренний продукт на 2005 год составляет 92 982 тысяч реалов (данные: Бразильский институт географии и статистики).
- Валовой внутренний продукт на душу населения на 2005 год составляет 2297 реалов (данные: Бразильский институт географии и статистики).
- Индекс развития человеческого потенциала на 2000 год составляет 0,645 (данные: Программа развития ООН).

## География
В соответствии с классификацией Кёппена, климат относится к категории BShW.